# Белорусы в Израиле
Израильские белорусы (бел. Ізраільскія беларусы, белорусские евреи в Израиле) — община выходцев из Беларуси (в основном, белорусских евреев-репатриантов) проживающих в Израиле.
Выходцы из Беларуси внесли заметный вклад в становление и развитие Государства Израиль. На территории Беларуси родились первый и третий президенты Государства Израиль Хаим Вейцман и Залман Шазар, премьер-министры Менахем Бегин, Ицхак Шамир, дважды занимавший пост премьер-министра, девятый президент Шимон Перес.
В Израиле — самый большой за 20 лет приток эмигрантов. За 2022 год туда репатриировалось 42 675 человек. Выходцев из Беларуси среди них — 3 % (такие цифры приводит Министерство алии и интеграции). Волна белорусов стремительно начала увеличиваться после августа 2020 года.

## Организации
В Израиле действует Объединение выходцев из Беларуси, которое создано в 1955 году и является одной из старейших этнокультурных организаций Израиля. Объединение насчитывает около 12 тыс. членов, а его отделения представлены в 32-х городах страны. Ежегодно проводятся различные совместные мероприятия, среди которых: «Белорусский лес», День Победы и дни памяти жертв Минского и других белорусских гетто, «Купаловские чтения», годовщины создания Объединения и предновогодние встречи и др. Мероприятия проводятся, в том числе, при финансовой поддержке государственной программы «Культура Беларуси».

## Инфраструктура
На территории Палестины евреи из Беларуси создавали новые города и поселения, кибуцы и предприятия, возрождали иврит, основывали высшие и средние учебные заведения, библиотеки и другие учреждения культуры.
- Одним из основателей города Ришон-ле-Цион был уроженец Орши Залман Давид Левонтин. Это он в 1882 году во главе группы репатриантов приехал в Эрец-Исраэль, приобрел 334 га земли и возглавил первый административный Совет нового поселения. Впоследствии был основателем Англо-Палестинского банка (ныне Банк леумми ле-Исраэль). Его сын, родившийся в Могилёве — Мешулйм Левонтин, с начала 1920-х годов по 1933 год возглавлял больницу «Хадасса» в Тель-Авиве и был одним из основателей и руководителей службы скорой помощи под названием «Маген Давид Адом».
- Одним из инициаторов создания города Реховот стал раввин Шмуэль (Самуил) Могштевер из местечка Глубокое Витебской губернии. Минчанка Сара Кафрит (Каплан) вместе с мужем была среди основателей поселения Кфар-Иехошуа, где жила до конца своей жизни. Она избиралась депутатом 2-го и 3-го созывов Кнессета.
- Одним из основателей поселения Кфар-Аврагам стал уроженец местечка Житлина Гродненской губернии Нехемья Аминоах. В 1883 году 11 евреев из деревни Павловка Гродненской губернии в 1883 г. основали в Палестине поселение Мазкерет-Батья.
- На севере Израиля расположено поселение Рамат-Ишай, которое названо в честь пинчука Иегуды (Ишая) Адлера.
- Евреи из Беларуси были одними из создателей промышленности в Палестине и Израиле. Это прежде всего, братья Гдальягу, Моше и Нахум Вильбушевичи из деревни Лососно близ Гродно. Эти талантливые инженеры и изобретатели создали первый в стране завод для литья железных изделий и оборудования для рытья колодцев, основали завод "Шемен"в Хайфе, построили крупнейшие мельницы и цементный завод «Нешер», здания электрической компании в Хайфе, Хайфского центрального железнодорожного вокзала, а также Техниона и гимназии «Ариэль».
- Белорусские евреи были одними из основателей кибуцного движения в стране.Так, еврейка из деревни Лососна, близ Гродно Мая Шохат (урожденная Вильбушевич Мария Вульфовна) в начале 1904 г. приехала в Эрец-Исраэль. Как отмечается в Электронной еврейской энциклопедии она пришла к выводу, что широкий класс еврейских рабочих в Эрец-Исраэль может возникнуть лишь на базе коллективных сельскохозяйственных поселений, развитие которых она считала необходимым условием для превращения заброшенной турецкой провинции в еврейскую страну. Она познакомилась с участниками общества Бар-Гиора, которое возглавлял И.Шохат. Вместе с членами этой группы поселилась в Седжере (ныне Илания) в Нижней Галилее, где в 1907—1908 гг. под её влиянием группа стала одной из первой в Эрец-Исраэль вести коллективное хозяйство (прототип кибуца).
- Понимая значение образования, белорусские евреи Хаим Вейцман и Аврахам Менахем-Мендл Усышкин участвовали в создании университета в Иерусалиме.
- Среди  основателей  Техниона — Шмуэль — Иосеф Певзнер из Пропойска (Славгорода) и уроженец белорусского местечка Свислочь Шмарья Левин. Певзнер был также участвовал в организации Хайфской реальной гимназии, квартала Газар га-Кармэль в Хайфе. В его честь Хайфская городская библиотека названа «Бейт- Певзнер».
- Бар-Иланский университет в Рамат-Гане был основан в 1955 г. американским движением Мизрахи, он был назван в честь уроженца белорусского города Воложина Минской области, одного из лидеров религиозного сионизма Меира Бар-Илана (Берлина). Он был не только известным раввином, но и талантливым журналистом, редактором газет, видным политическим деятелем. Еврейскую гимназию и Народный дом в Иерусалиме в начале XX века основал уроженец города Клецка Иегошуа Барзилай. Белорусская еврейка Ханна Майзель стала основателем и директором сельскохозяйственной школы для девочек. Она оставалась на этой должности 37 лет.

## Известные личности[4]
- Хаим Вейцман
- Залман Шазар
- Шимон Перес
- Менахем Бегин
- Ицхак Шамир
- Гольда Меир
- Элиэзер Каплан
- Моше Коль
- Элияху Элат
- Иосеф Ткоа
- Хаим Ласков
- Элияху Голомб
- Хаим Халеви
- Исайя Шур
- Мирьям Бен-Порат
- Рехавья Адиви
- Гдальягу Вильбушевич
- Джордж Вайз
- Элиэзер Бен-Иегуда
- Хана Ровина